# Service fédéral des douanes
Le Service fédéral des douanes de la fédération de Russie (russe : Федеральная таможенная служба Российской Федерации, Federalnaïa tamojennaïa sloujba Rossiskoï Federatsii (ФТС России, FTS Rossii) est un service du gouvernement de Russie s'occupant des douanes. Il dépend du ministère des Finances.

## Histoire
Le Service des douanes a été formé en Russie en 1865, comme département des douanes du ministère des Finances de l'Empire russe. En 1917, le Service des douanes soviétique dépend du Commissariat du peuple du commerce et de l'industrie. En 1991, il est remplacé par le Comité d'État des douanes (GTK) sous de le ministère du Développement économique et en 2006 le GTK prend son appellation actuelle.
Le 15 janvier 2016, un oukaze présidentiel place le Service fédéral des douanes sous l'autorité du ministère des Finances de la fédération de Russie.

## Chefs du Service des douanes de Russie

### Comité d'État des douanes
- Mikhaïl Vanine (1999 - 2004)

### Service fédéral des douanes
- Alexandre Jerikhov (2004 - 2006)
- Andreï Belianinov (2006 - 2016)
- Vladimir Boulavine (2016 - 2023)
- Rouslan Davydov (par interim depuis le 10 février 2023)[2]